# 1815 w literaturze
Wydarzenia literackie w 1815 roku.

## Nowe książki
- polskie
  - Julian Ursyn Niemcewicz – Dwaj panowie Sieciechowie
- zagraniczne
  - Jane Austen – Emma (Emma)
  - Wilhelm Karl Grimm i Jacob Ludwig Karl Grimm – Baśnie (Kinder- und Hausmärchen) - tom 2

## Nowe prace naukowe
- zagraniczne
  - Juan Ignacio Molina – Analogias menos observadas de los tres reinos de la Naturaleza

## Urodzili się
- 13 lutego – Rufus Wilmot Griswold, amerykański dzi zm. 1869)
- 22 lutego lub 6 marca – Piotr Jerszow, rosyjski pisarz (zm. 1869)
- 24 września – Gabriela Puzynina, polska poetka, komediopisarka i pamiętnikarka (zm. 1869)

## Zmarli
- 23 grudnia – Jan Potocki, polski pisarz i podróżnik (ur. 1761)